# Werner Link
Werner Link (* 14. Juli 1934 in Quotshausen; † 3. Januar 2023 in Köln) war ein deutscher Politikwissenschaftler und Professor an der Universität zu Köln.

## Leben
Werner Link studierte Politikwissenschaft (bei Wolfgang Abendroth), Germanistik und Geschichte an den Universitäten Marburg und Berlin. Er galt als Experte für Außenpolitik und internationale Beziehungen. 1960 schloss er das Studium mit dem Staatsexamen ab. 1961 folgte in Marburg die Promotion. 1970 wurde er schließlich an der Universität Mannheim habilitiert.
Im Jahre 1971 wurde Link von der Deutschen Forschungsgemeinschaft zum hauptamtlichen Mitglied und Vorsitzenden der Kommission für Friedens- und Konfliktforschung in Bonn gewählt und zum Professor für politische Wissenschaft in Marburg ernannt. 1971 wechselte er an die Universität Kassel, an der er bis 1975 die Professur für politische Wissenschaft übernahm. Im Herbstsemester 1973 war er Gastprofessor an der Georgetown University in Washington D.C. Von 1976 bis 1990 war Link Professor für politische Wissenschaft an der Universität Trier. 1983 wurde er zum Gründungsvorsitzenden der Deutschen Gesellschaft für Politikwissenschaft gewählt. Seit 1990 war er an der Universität zu Köln tätig und wurde 1999 emeritiert.
Seit 1992 war er außerdem Vorsitzender des Wissenschaftlichen Direktoriums des Bundesinstituts für ostwissenschaftliche und internationale Studien in Köln, das 2000 mit der Stiftung Wissenschaft und Politik in Berlin fusioniert wurde. Link war 1990–2005 Mitherausgeber der Akten zur Auswärtigen Politik der Bundesrepublik Deutschland und von 1997 bis 2005 Mitherausgeber der Zeitschrift für Politik.
Am 3. Januar 2023 starb Link im Alter von 88 Jahren.

## Forschung

### Deutsch-amerikanische Beziehungen
Für seine Habilitationsschrift „Die amerikanische Stabilisierungspolitik in Deutschland 1921-32“ (Düsseldorf: Droste Verlag, 1970) hat Link eine Zeitspanne der europäischen Geschichte nach dem Ersten Weltkrieg gewählt, die bis dato noch nicht in dieser Intensität erforscht worden war. Die Studie kombiniert historische Methoden (d. h. vor allem exaktes und kritisches Quellenstudium) mit politikwissenschaftlichen Fragestellungen, die Link aus der kritisch-produktiven Auseinandersetzung mit europäischen und amerikanischen Theoretikern der internationalen Beziehungen gewinnt. Zu nennen sind hier die Theorieansätze von Stanley Hoffmann zur Wettbewerbsanalyse (kooperativer vs. unilateraler Wettbewerb), von Oran Young zur Konfliktvermittlung, von Wolfram Hanrieder zum „penetrierten System“ und vor allem das Theorem der Verbindungsgruppen („linkage groups“) von Karl W. Deutsch, das Link seiner Analyse zugrunde legt und das es ihm ermöglicht, nicht nur das immense empirische Material zu strukturieren, sondern auch die künstliche Trennung zwischen Innen- und Außenpolitik, zwischen Politik und Wirtschaft, zwischen Regierungsbeziehungen und grenzüberschreitenden Beziehungen gesellschaftlicher Gruppen zu überwinden bzw. sinnfällig zu vermitteln. Dadurch wird der komplexe Beziehungs- und Wirkungszusammenhang der deutsch-amerikanischen Dyade im Kontext der internationalen Nachkriegskonstellation verständlich und erklärbar. Die differenzierten Befunde, die Link im Schlussteil seiner Studie resümierend auf den Begriff bringt, können hier nur verkürzt wiedergegeben werden: Konzeptionell war die amerikanische Deutschland-Politik der „Versuch der Vereinigten Staaten bzw. ihrer politischen und wirtschaftlichen Führungsgruppen, […] ein amerikanisches Wirtschaftsimperium aufzubauen, in das Deutschland als Glied und Partner eingefügt werden sollte, um von Deutschland aus gleichzeitig die anderen europäischen Staaten zur Adaption der Regeln dieser Politik der Offenen Tür zu bringen“, während Deutschland „die Rückkehr in die Weltpolitik über die Weltwirtschaft“ anstrebte (S. 546f.). Unter den gegebenen Bedingungen liberal-kapitalistischer, demokratischer Gesellschaftsordnungen entwickelten sich grenzüberschreitende Beziehungen zwischen gesellschaftlichen Gruppen (hier vor allem Industrielle und Bankiers) sowie zwischen diesen und den Regierungsstellen beider Staaten (sogenannte „transnationale“ Beziehungen), die mannigfache assoziative Tendenzen zwischen beiden Staaten bewirkten. Sie vermittelten Waren, Kapital und Technologien, übten wichtige Informations- und Initiativfunktionen aus, und die amerikanischen Verbindungsgruppen waren zeitweise sogar direkt am deutschen Entscheidungsprozess beteiligt, wodurch eine transnationale Durchdringung, ein sogenanntes „penetrated system“ (W. Hanrieder) entstand. Gleichwohl war das amerikanische Stabilisierungskonzept (das sich in der Ablehnung des Versailler Vertrages mit den deutschen Interessen traf) unter dem Gesichtspunkt der Realisierung eines dauerhaften Friedens durch friedlichen Interessenausgleich („peaceful change“) nicht erfolgreich, weil sich in dem mit Hilfe der USA ökonomisch wiedererstarkte Deutschland bekanntlich nationalistisch-militaristische Gruppierungen durchsetzten, die eine Politik des unilateralen Wettbewerbs ohne Rücksichtnahme auf den bisherigen amerikanischen Partner betrieben.

### Strukturelle Weltkonflikte
Aufbauend auf dem neo-realistischen Theorieansatz von Kenneth Waltz beschreibt und analysiert Link in seiner 1980 erschienenen Studie „Der Ost-West-Konflikt. Die Organisation der internationalen Beziehungen im 20. Jahrhundert“ die das 20. Jahrhundert prägende Auseinandersetzung zwischen den liberal-demokratischen Staaten des Westens auf der einen Seite und den kommunistischen Staaten des Ostens auf der anderen Seite als einen strukturellen Weltkonflikt, weil die sich ausschließenden Ordnungsvorstellungen der jeweiligen Kontrahenten sich auf die Organisation der internationalen Beziehungen insgesamt bezogen und von den machtpolitisch dominierenden Großmächten und ihren jeweiligen Verbündeten getragen wurden. Ideologisch war dieser Konflikt bereits vor der Staatswerdung der Sowjetunion angelegt, aber er wurde danach zunehmend als zwischenstaatlicher Machtkonflikt virulent und erlangte mit der Beendigung der „antagonistischen Kooperation“ nach dem Zweiten Weltkrieg (1947/48) als sogenannter „Kalter Krieg“ eine gefährliche Zuspitzung, um schließlich in eine erste Détentephase zu münden. Link weist im Einzelnen nach, wie die Prozessmuster der Annäherung und Abgrenzung zwischen den Hauptantagonisten und ihren Verbündeten durch die gemeinsamen und widerstrebenden Interessen und vor allem durch die Machtverteilung bzw. deren Wahrnehmung, die das typische Muster der Macht- und Gegenmachtbildung hervorrief, bestimmt wurden. Insgesamt gelingt Link eine plausible, empirisch gesättigte und stringent argumentierende Analyse und Interpretation dieses Weltkonfliktes.

### Neuordnung der Weltpolitik
In seinem Werk Neuordnung der Weltpolitik setzte sich Werner Link mit den Grundproblemen globaler Politik Ende des 20./Anfang des 21. Jahrhunderts auseinander. Dabei stellt er die Diskrepanzen zwischen Globalisierung und Regionalisierung, Vereinheitlichung und Differenzierung sowie Hegemonie und Gleichgewicht der kompetitiven Kooperation zwischen großen Mächten und Regimen gegenüber. Zentrale Fragestellung hierbei ist, inwiefern sich die politische Landschaft internationaler Beziehungen nach dem Ende des Ost-West-Konflikts, d. h. Ende der bipolaren Weltpolitik, verändert hat. Des Weiteren fragt sich Link mit Blick auf die Zukunft, welche Auswirkungen das Ende des „Gleichgewichts des Schreckens“ auf die Menschenrechte, die Weltzivilisation, den Kulturenkampf, der Bedrohung transnationaler Wirtschaftsunternehmen hat und stellt Überlegungen an, welche Rolle der Territorialstaat zukünftig dabei einnehmen wird.

### Europa und Amerika nach der Zeitwende
Eine etwas ältere, aber deshalb nicht minder relevante Publikation Europa und Amerika nach der Zeitwende – die Wiederkehr der Geschichte behandelt das vom Ost-West Konflikt geprägte transatlantische Verhältnis. Hier erörterte Link zusammen mit Miles Kahler die historische Eigendynamik, welche für den Bedeutungsgewinn der transatlantischen Beziehungen verantwortlich ist. Immer im Blickfeld blieb die Frage nach Kontinuitäten bzw. Diskontinuitäten und die daraus resultierenden Konsequenzen für die Stabilität. Als zentral erweist sich die Frage nach der weiteren Existenz guter transatlantischer Beziehungen bei Abwesenheit einer mächtigen Bedrohung. Kahler/Link plädieren hierbei als Antwort für eine neue Sichtweise der Beziehungen, bei der man sich von der Neigung, diese historisch zu betrachten, lösen und stattdessen für die gemeinsamen kulturell-ideologischen sowie wirtschaftlichen Strukturen stärkere Beachtung finden sollte. Insgesamt könne man auch nach dem Konflikt nicht von einer „Aushöhlung der transatlantischen Beziehungen“ sprechen.

## Schriften (Auswahl)
- Die Geschichte des Internationalen Jugend-Bundes (IJB) und des Internationalen Sozialistischen Kampf-Bundes (ISK). Ein Beitrag zur Geschichte der Arbeiterbewegung in der Weimarer Republik und im Dritten Reich, Hain, Meisenheim am Glan 1964.
- Die amerikanische Stabilisierungspolitik in Deutschland 1921–32, Droste, Düsseldorf 1970.
- Das Konzept der friedlichen Kooperation und der Beginn des Kalten Krieges, Droste, Düsseldorf 1971.
- Deutsche und amerikanische Gewerkschaften und Geschäftsleute 1945–1975. Eine Studie über transnationale Beziehungen, Droste, Düsseldorf 1978.
- Der Ost-West Konflikt. Die Organisation der internationalen Beziehungen im 20. Jahrhundert, Kohlhammer, Stuttgart 1980, 2. Auflage 1988.
- Republik im Wandel. Die Ära Brandt 1969–1974, Stuttgart / Mannheim 1986.
- Republik im Wandel. Die Ära Schmidt 1974–1982, Stuttgart / Mannheim 1987.
- Neuordnung der Weltpolitik. Grundprobleme globaler Politik an der Schwelle zum 21. Jahrhundert, C.H. Beck, München 1998, 3. überarbeitete Auflage 2001.
- Auf dem Weg zu einem neuen Europa, Nomos, Baden-Baden 2006.
- Gemeinsame Führung und die Kultur der Zurückhaltung in der deutschen Außenpolitik. In: Gunter Hellmann, Daniel Jacobi, Ursula Stark Urrestarazu (Hrsg.): „Früher, entschiedener und substantieller?“ Die neue Debatte über Deutschlands Außenpolitik. In: Zeitschrift für Außen- und Sicherheitspolitik, Band 8 (2015), Supplement 1, S. 289–312.